# Камерън (окръг, Тексас)
Окръг Камерън (на английски: Cameron County) е окръг в щата Тексас, Съединени американски щати. Площта му е 3305 km², а населението - 335 227 души (2000). Административен център е град Браунсвил.